# 欧洲E61公路
欧洲E61公路（英語：European route E61）是欧洲高速公路的一部分，南北走向，起點為奧地利菲拉赫，終點為克羅埃西亞里耶卡，长约270（170英里），它将欧洲大陆的中部与亚得里亚海连接起来。

## 线路
欧洲E61公路穿过以下主要城市：

- 奧地利：菲拉赫 - 罗森巴赫（英语：Rosenbach, Austria） - 卡拉萬克斯隧道（英语：Karawanks Tunnel (motorway)）
- 斯洛維尼亞：赫鲁希察（英语：Hrušica, Jesenice） - 耶塞尼采 - 克拉尼 - 盧布亞納 - 弗爾赫尼卡 - 波斯托伊納 - 迪瓦查 - 塞扎納
- 義大利：蒙魯皮諾 - 奥皮奇纳村（英语：Villa Opicina） - 第里雅斯特 - Basovizza（義大利語：Basovizza） - 皮塞克（義大利語：Pesek）
- 斯洛維尼亞：Krvavi Potok（英语：Krvavi Potok） - 科濟納（英语：Kozina） - Starod（英语：Starod）
- 克羅埃西亞：Pasjak（英语：Pasjak） - Permani（英语：Permani） - 里耶卡